# Bernard Gallagher
Bernard Gallagher est un acteur britannique né le 26 septembre 1929 à Bradford en Angleterre et mort le 27 novembre 2016.

## Filmographie

### Cinéma
- 1997 : Forever : le docteur au Vicarage
- 2006 : A Supermarket Love Song : Derrick
- 2006 : Lift : le responsable de l’ascenseur

### Télévision
- 1966 : Seven Deadly Sins (1 épisode)
- 1967 : Armchair Theatre (1 épisode)
- 1967 : Inheritance : Nathan (1 épisode)
- 1972 : New Scotland Yard (1 épisode)
- 1972-1984 : Crown Court : Jonathan Fry (67 épisodes)
- 1973-1984 : Play for Today : plusieurs personnages (5 épisodes)
- 1975 : Regan : Stan (1 épisode)
- 1980 : Les Professionnels : le Ministre (1 épisode)
- 1981 : Bergerac : Colonel Measures (1 épisode)
- 1981 : The Borgias : Prospero Colonna (2 épisodes)
- 1984 : Moonfleet (série télévisée 1984) : Sexton Ratsey (4 épisodes)
- 1985-1987 : Relative Strangers : Percy Fisher (12 épisodes)
- 1986-1988 : Casualty : Ewart Plimmer (35 épisodes)
- 1989 : The New Statesman : Chief Whip (1 épisode)
- 1990-2005 : The Bill : plusieurs personnages (4 épisodes)
- 1993-2004 : EastEnder : Juge Birrell (6 épisodes)
- 1994 : Cadfael : Gervase Bonel (1 épisode)
- 1996-1997 : Heartbeat : Graham Weston (10 épisodes)
- 1997 : Cows : le responsable de la fête
- 2001 : Les Condamnées : Juge Hardy (1 épisode)
- 2001-2014 : Doctors : plusieurs personnages (6 épisodes)
- 2002 : Affaires non classées : Joe Cooke (2 épisodes)
- 2003 : Inspecteur Barnaby : Vernon Surtees (1 épisode)
- 2005 : Heatwave : Bill Collins
- 2010-2013 : Downton Abbey : Bill Molesley (3 épisodes)